# سلوک (هشترود)
سلوک روستایی است درشمال غرب شهرستان هشترود، که از شرق با روستای بایقرارود و از شمال شرق با روستای سلطانگه، از شمال با روستای چراغچی از غرب با روستاهای قره آغاج و بره‌ده و از جنوب غربی با روستای آغچه کندی، از طرف جنوب با روستای گله‌ده رود همسایه است.
سلوک یا سلوح یا سولوخ (سولوق) به جای پرآب در زبان ترکی گفته می‌شود. و جود چشمه‌های جوشان در غرب روستا و چشمه جوشانی در جنوب شرق روستا (دره آینالی) و تا چهل سال پیش به دلیل آب زیاد فاقد کشاورزی بود، این فرضیه را به واقعیت نزدیک می‌کند. اسامی زمین‌های کشاورزی دره‌ها و کوه‌های اطراف، مثل اویوقلولار، بیلاق اوستو، آرپا دره سی، بویاق چی دره سی، قوم دره، اوو داغی، و… .، که همه به زبان ترکی هستند، ترکی بودن اسم سلوک را بدیهی تر می‌کند. همه اهالی سلوک از قوم ترک و به ترکی آذربایجانی صحبت می‌کنند. دینشان اسلام و مذهب‌شان شیعه دوازده امامیست. البته اقلیت اهل حق در سلوک زندگی می‌کردند که اکنون شیعه شدند. سلوک تا دهه سی به یوز ائولی (صد خانوار) سلوک معروف بوده ولی بعدها بزرگ شده وبه سیصد خانوارهم رسید. بیشترین تعداد جمعیتش در دهه شصت بوده تا جایی که در سال ۶۴ مدرسه ابتدایی اش مدتی سه شیفت شد.
اولین مهاجرت از سلوک دراوایل دهه بیست به قزوین بوده‌است بیشترین مهاجرت از سلوک در دهه هفتاد و هشتاد صورت گرفت. کوچ هفتاد خانوار در بیست سال. سلوک همراه نصیرآباد از بزرگ‌ترین روستاهای هشترود هستند. وسعت سلوک شصت و پنج هکتاراست ولی جمعیتش کم است. از اولین روستاهاست در آذربایجان شرقی که صاحب تلفن، مهدکودک، درمانگاه، حمام عمومی، مدارس سه‌گانه و آب لوله‌کشی شده‌است.
بزرگ‌ترین طوایف ساکن در سلوک به ترتیب آغ علی، ممدلی، مسلم لی، اجاق وئردی لی، داداشلی، خمسه لی، شاممدلی، از طوایف اهل حق، مهاجرانی از شمال رود ارس، مهاجران از چرتقلی، مهاجران از تیکمه داش، مهاجرانی از مراغه، قره آغاج، سعادتلو و یساول، چراغچی، مهاجرانی از طوایف قره پاپاق آذربایجان غربی.
محله‌ها جنوب سلوک: محله آغ علیها، محله بیلاق باشی، محله قوچلار میدانی، محله قهوه قاباغی، محله خیردا دره نین اوتایی است.
اجاق‌های روستای سلوک: اجاق قره داش، اجاق آرمیدلیق و آرامگاه سید عزیز (میر محمدعلی) در قبرستان سلوک است.
مکان‌های تاریخی بورج دیبی، مخروبه قوچ داشی به غارت رفته‌است. غارهای زیر زمینی (ماغارا یا کوول) و خرابه شهر دره‌های غربی سلوک با طبیعت بکر از جاهای بسیار دیدنی هشترود و سلوک هستند.
اسم طوایف به گویش اهالی نوشته شده‌است.
اسمی از حافظ جعفری که یکی از بزرگان و خادمان به سلوک بوده، نیاورده باشیم بی انصافی است.
```
منبع: تحقیق از ساکنان سلوک@kalghanchay@Solukian
```